# HMS Beagle
A HMS Beagle a Brit Királyi Flotta egy tízágyús, Cherokee osztályú, brigg-szlúp típusú hajója volt. A 7803 font költséggel épült hajót 1820. május 11-én bocsátották vízre a Temze-parti Woolwich Dockyard-ban. Két hónappal később részt vett az IV. György megkoronázásának alkalmából rendezett flottaparádén. Ezután egy darabig tartalékba került, majd földrajzi felderítésre szerelték fel és ebben a minőségében három utat tett meg. A második expedíción részt vett a fiatal Charles Darwin is, akinek munkája a tudománytörténet leghíresebb hajójává tette a Beagle-t.

## Az első út (1826–1830)
1825-ben a Beagle-t jelentősen átépítették, tíz ágyújából csak hat maradt és a fordulékonyságának növelésére beépítettek egy tatárbócot is, ami által brigg helyett bark típusú vitorlázatot kapott.
A Beagle 1826. május 22-én indult első útjára Pringle Stokes kapitány parancsnoksága alatt. A feladata az volt, hogy elkísérje a valamivel nagyobb (380 tonnás) HMS Adventure-t egy patagóniai és tűzföldi hidrográfiai felmérésen. Az expedíciót Phillip Parker King vezette.
A Tűzföld lakatlan vidékein való sokhónapos hajózás után Pringle Stokes depresszióba esett és Puerto del Hambre kikötőjében két hétre bezárkózott a kabinjába. Letörtsége ezután túlzott lelkesedésbe csapott át, majd 1828. augusztus 2-án meglőtte magát. Négynapos önkívület után valamelyest javult az állapota, de ennek ellenére augusztus 12-én meghalt. King parancsnok Stokes helyettesét, W. G. Skyring hadnagyot tette meg a hajó kapitányává és ezután visszatértek Montevideóba. Október 13-án King Rio de Janeiróba vitte az Adventure-t a készletek feltöltése és javítás céljából. Ezalatt az HMS Ganges fedélzetén megérkezett Robert Otway tengernagy, a Dél-Amerikában állomásozó brit hajók főparancsnoka és a saját szárnysegédjét, Robert FitzRoyt nevezte ki a Beagle kapitányává.
A 23 éves FitzRoy rátermett parancsnoknak és lelkiismeretes felmérőnek bizonyult. Egy incidens során tűzföldi bennszülöttek ellopták a hajó csónakját és FitzRoy túszként a fedélzetre vitette családtagjaikat. Végül két férfi, egy lány és egy fiú a Beagle-n maradt és Londonba vitték őket.
A Beagle-csatorna a felmérés során kapta a hajóról a nevét. Az útnak 1830. október 14-én lett vége, amikor visszaérkeztek Angliába.

## A második út (1831–1836)
FitzRoy abban reménykedett, hogy a déltengeri felmérés az ő vezetése alatt folytatódik, de az Admiralitás először leállította a programot. A kapitány, arra is hivatkozva, hogy a tűzföldieket haza kellene szállítani, nagybátyján keresztül végül rávette az Admiralitást, hogy rábízzák egy másik Cherokee, az HMS Chanticleer vezetését, ám annak rossz állapota miatt mégis a Beagle-t kapta vissza.
Az expedíció előtt a hajót Davenportban újból átalakították és kijavították. A felső fedélzetet hátul 20, elöl 30 cm-rel megemelték. Az átalakítás fő célja az volt, hogy a Cherokee osztályra jellemzően sokszor nehezen kezelhető és átfordulásra hajlamos hajótestet stabilabbá tegyék. A hajó az akkor újdonságnak számító villámhárítóval is fel lett szerelve. FitzRoy a költséget nem kímélve új műszereket is beszerzett, többek között 22 kronométert és 5 új típusú higanymentes barométert is.

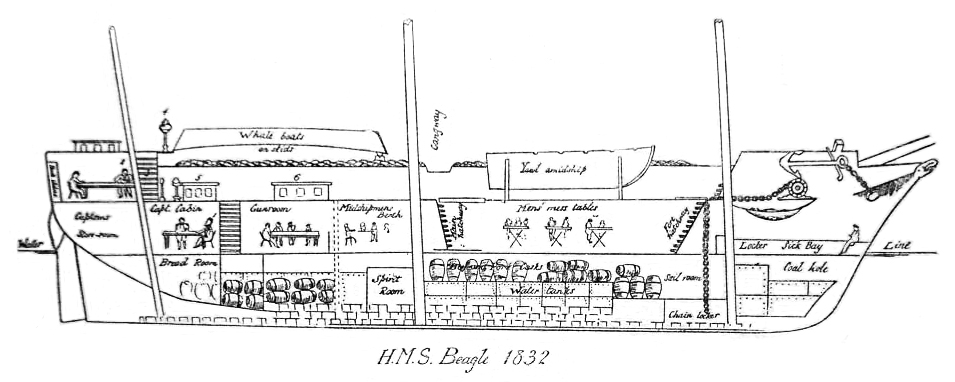
A Beagle hosszmetszete

Az előző út során nagy segítséget jelentett volna, ha az expedíció rendelkezik egy geológiában járatos szakértővel, ezért a kapitány megkérte barátját és felettesét, Francis Beaufort-t, hogy szerezzen neki egy úriember természettudóst, aki elkísérné az útra. FitzRoy nem csak szakértőt keresett. Stokes kapitány és saját nagybátyjának példája, aki szintén öngyilkos lett arra ösztönözte, hogy olyasvalakit vigyen magával, akivel beszélgetni tud a hosszú hajóúton és enyhíti a parancsnok magányosságát. Beaufort kapitány kapcsolatai révén a vidéki lelkészi hivatásra készülő Charles Darwint hívta meg az expedícióra.

A Beagle második útja

A Beagle eredetileg 1831. október 24-én futott volna ki, de a előkészületek elhúzódása miatt decemberre halasztották az indulást. December 10-én a rossz időjárás miatt volt kénytelen visszafordulni és végül december 27-én indult el második útjára. Dél-Amerika körbehajózása után Új-Zéland, Sydney és Tasmánia érintésével tért vissza a cornwalli Falmouth-ba 1836. október 2-án.
Darwin naplót vezetett az utazásról és könyv formában megírt élményei az út hivatalos jelentésének harmadik kötetét képezték. Az útleírás népszerűnek bizonyult és „A Beagle útja” (The Voyage of the Beagle) címmel több kiadásban is napvilágot látott.

## A harmadik út (1837–1843)

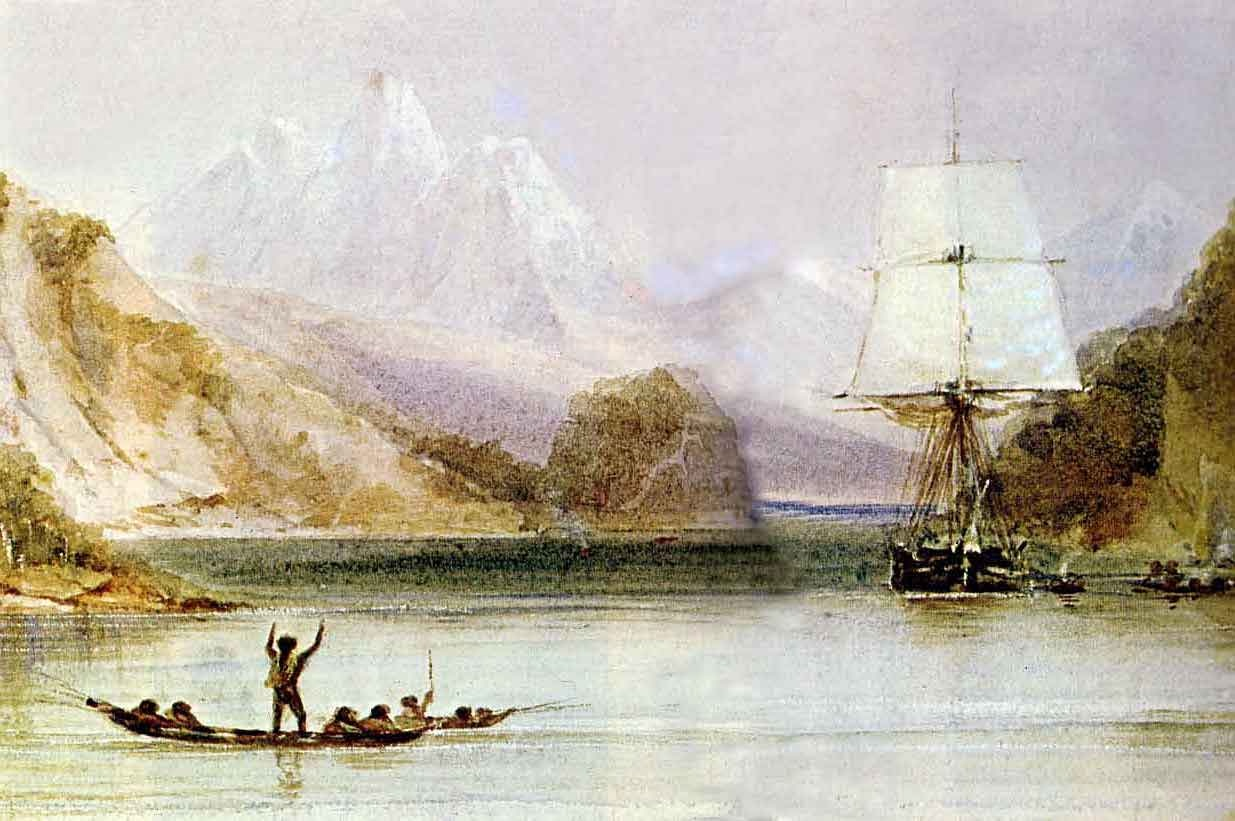
A Beagle a Tűzföldön (Conrad Martens, 1831-36)

1837-ben, fél évvel visszatérte után a Beagle Ausztrália partvidékének felmérésére indult John Clements Wickham parancsnoksága alatt. Wickham kapitány a második úton hadnagyként vett részt, helyettese, John Lort Stokes (aki csak névrokona volt Stokes kapitánynak) pedig mindkét expedíción részt vett. A felmérést a kontinens nyugati partján kezdték a Swan-folyó és a Fitzroy-folyó között, majd a Tasmánia és Ausztrália közötti Bass-szoros feltérképezésével folytatták. A munkát segítendő, Tasmánia kormányzója a Vansittart nevű kuttert adta a Beagle mellé. 1839 májusában északon az Arafura-tengeren, Timor szigetétől délre végeztek méréseket. 1841 májusában Wickham megbetegedett és átadta a parancsnokságot Stokesnek, aki 1843-ig, az expedíció végéig volt a hajó kapitánya.
1839-ben Wickham kapitány egy észak-ausztráliai öblöt a korábbi útitársuk emlékére Port Darwinnak nevezett el. 1869-ben Palmerston néven település létesült itt, amelyet 1911-ben Darwinnak neveztek át.

## Utolsó évek
1845-ben a Beagle-t átadták a vámőrségnek, hogy a Roach-folyó középső részén lehorgonyozva megfigyelőpontként szolgáljon az essexi partvonal csempészeivel szemben. 1851-ben a helyi osztrigatenyésztők panaszt nyújtottak be, hogy a WV-7 (Watch Vessel 7, a Beagle új neve) zavarja a folyó áramlását és rontja az osztrigatelepek hatékonyságát. A flottaleltár alapján a kiérdemesült hajó ebben az évben Southend "W.V. No. 7" at Paglesham elnevezést kapta. 1870-ben lebontás céljából eladták a "Messrs Murray and Trainer" cégnek.
2000-ben a University of St Andrews szakértői olyan iratokat találtak, amelyek bizonyítják, hogy a "W.V. 7" valóban a Beagle volt és az 1847-es hidrográfiai felmérésben feltüntetik a hajót a Roach-folyón. Egy dielektromos rezonanciavizsgálat a helyszínen faanyagmaradványokat talált, vagyis a hajó vízszint alatti darabjait feltehetőleg nem szállították el. Találtak egy 1841-es feliratú horgonyt is, melyhez hasonló két másikat a közeli falvakban találtak meg. Az 1871-es népszámlálás adatai alapján a közeli farm bizonyos William Murray és Thomas Rainer birtokában volt, vagyis a Trainer szó a cég nevében elírás lehetett.
2011. december 31-én a chilei Punta Arenas-beli Nao Victoria Museum bejelentette, hogy megépítik a Beagle mérethű másolatát. A hajó építése 2012. november 1-jén kezdődött el. A replika a Nao Victoria Museum-ban került kiállításra, Punta Arenas-ban, 2016-ban.

## Külső hivatkozások
- Megtalálták Darwin hajóját
- BBC News - Darwin's Beagle ship 'found'
- Nao Vicotria Museum, Punta Arenas

## Fordítás
- Ez a szócikk részben vagy egészben  a   HMS Beagle című angol Wikipédia-szócikk ezen változatának fordításán alapul.  Az eredeti cikk szerkesztőit annak laptörténete sorolja fel. Ez a jelzés csupán a megfogalmazás eredetét és a szerzői jogokat jelzi, nem szolgál a cikkben szereplő információk forrásmegjelöléseként.